# Takemoto Eiji
Takemoto Eiji (竹本 英史 Takemoto Eiji, Trúc Bản Anh Sử), là một seiyu Nhật Bản sinh ngày 7 tháng 3 năm 1973 ở Yamaguchi. Tên hiệu là Takepon. Takemoto làm việc cho Aoni Production.

## Vai lồng tiếng chính

### Anime
- Digimon Savers (BanchouLeomon)
- Bleach (Iceringer)
- Bobobo-bo Bo-bobo (King Nosehair)
- Ginga Densetsu Weed (Kagetora)
- Zeb Ziegler)
- Bomberman Jetters (Thunder Bomber)
- Eyeshield 21 (Jo Tetsuma, Daigo Ikari)
- Jubei-chan: The Ninja Girl (Shimodaira Tappei)
- Kinnikuman II-Sei (Warsman, Ataru Kinniku)
- Legendz (J1, Salamander)
- One Piece (Roshio, Ohm, Doberman, Nin, Gentleman Hippo, Yorki, Motobaro, X Drake)
- The Prince of Tennis (Renji Yanagi, Kiichi Kuki)
- Saint Seiya (Harpy Valentine)
- Yu-Gi-Oh! Duel Monsters (Rare Hunter, Kogoro Daimon)
- Yu-Gi-Oh! Duel Monsters GX (Mei)
- Les Misérables: Shōjo Cosette (Courfeyrac)

### Video game
- Ace Attorney series promos (Miles Edgeworth/Reiji Mitsurugi)
- Capcom vs. SNK 2 (Rock Howard)
- Dragon Force PS2 remake (Wein of Highland)
- Garou: Mark of the Wolves (Rock Howard)
- The King of Fighters series (Ramon)
- KOF: Maximum Impact series (Rock Howard))
- Neo Geo Battle Coliseum (Rock Howard)
- Sengoku Musou 2 (Ishida Mitsunari, Shibata Katsuie)
- Tales of Vesperia (Raven/Schwann)

### Tokusatsu
- Hyakujuu Sentai Gaoranger (Loki)
- Mahou Sentai Magiranger Vs. Dekaranger (Agent X/Apollos)
- Engine Sentai Go-onger (Kireizky)